# Jüdischer Friedhof (Gaugrehweiler)
Der Jüdische Friedhof Gaugrehweiler in der Ortsgemeinde Gaugrehweiler im Donnersbergkreis in Rheinland-Pfalz ist ein Kulturdenkmal.
Der 1410 m² große jüdische Friedhof liegt „An der Kirchhohl“ an einem Abhang in der Nähe der Straße nach Oberndorf. Er wurde im 17. oder frühen 18. Jahrhundert angelegt und bis 1920 belegt. Auf dem Friedhof sind etwa 40 Grabstelen vorhanden.